# 庚寅之劫
庚寅之劫，指1650年（清顺治七年，南明永曆四年，即中国农历庚寅年）11月24日到12月5日清朝軍队在广州的一次对平民大屠杀事件。死者約數萬，在8,000至70,000人之間。

## 过程
顺治六年（1649年），尚可喜獲满清册封为「平南王」，此后便受命带领清兵南征广东。次年二月，清军攻至广州城下，开始了长达十个月的围城攻坚。到了至十一月，当年公历11月24日，尚可喜与靖南王耿继茂指挥的清军（汉军镶蓝旗）在围困进攻近十个月后，经过艰难的战斗，包括筑垒相逼，以楼车攻城，及动用荷兰炮手，终于攻破广州城，随后对据城死守的广州居民进行了长达十天的大屠杀。

### 记载
- 《清史稿》二百三十四記載：「繼茂與可喜攻下廣州，怒其民力守，盡殲其丁壯。」
- 黄佛颐的《广州城坊志》引用清人方恒泰《橡坪詩話》的記載：“城前后左右四十里，尽行屠戮，死者六十余万人。相傳城中人士竄伏六脉渠約六七千人，適天雨，瀆溺幾盡，其所存僅二人，雙門底劉中山其一也。”“止有七人躲入大南门瓮城关帝庙神像腹中，得免诛戮。”[3]
- 意大利传教士卫匡国在《韃靼戰紀》描述广州大屠杀：「大屠杀从11月24日一直进行到12月5日。他们不论男女老幼，一律残酷地杀死，他们不说别的，只说：『杀！杀死这些反叛的蛮子。』……最後，他們在12月6日發出佈告，宣佈封刀。除去攻城期間死掉之人以外，他們已經屠殺了十萬人。」[4]
- 荷兰使臣约翰·纽霍夫在《An embassy from the East-India company》记述：「鞑靼全军入城之后，全城顿时是一片凄惨景象，每个士兵开始破坏，抢走—切可以到手的东西；妇女、儿童和老人哭声震天；从11月26日到12月15日，各处街道所听到的，全是拷打、杀戮反叛蛮子的声音；全城到处是哀号、屠杀、劫掠……在冬月的六日，总督及清军统帅下令，即日起不得再从事如此残酷的杀戮。我得到确切的消息，18天内，被鞑靼人残忍屠杀的，在八千人以上」。[5]
- 罗一星（廈門大學博士，治明清經濟史）：「当时南明官兵被杀六千余人,而无辜死难的广民却达几万,这在广州历史上确实是空前的。“血洗十八甫”的传说,就是广民对这段悲惨历史的可怖回亿。」[6]
- 「尸体在东门外焚烧了好幾天，直至19世纪，仍可看见一座积结成块的骨灰堆」。[7]
- 顧誠《南明史》描述道：顺治七年尚可喜、耿继茂“再破广州，屠戮甚惨，居民几无噍类。浮屠真修曾受紫衣之赐，号紫衣僧者，募役购薪聚胔于东门外焚之，累骸烬成阜，行人于二三里外望如积雪。因筑大坎痤焉，表曰共冢。”番禺县人王鸣雷写了一篇声泪俱下的祭文，摘录一段以见当日情状： ..甲申更姓，七年讨殛。何辜生民，再遭六极。血溅天街，蝼蚁聚食。饥鸟啄肠，飞上城北。北风牛溲，堆积髑髅。或如宝塔，或如山邱。便房已朽，项门未枯。欲夺其妻，先杀其夫；男多于女，野火模糊。羸老就戮，少者为奴；老多于少，野火辘轳。五行共尽，无智无愚，无贵无贱，同为一区。.. 广东著名文人邝露就是在这次屠城中遇难的。[8]

## 死亡統計
- 荷兰使臣约翰·纽霍夫在《An embassy from the East-India company》记述：「我得到确切的消息，18天内，被鞑靼人残忍屠杀的，在八千人以上」。[5]

- 美國漢學家魏斐德在1985年著作《洪業——清朝開國史》指最多7萬人被殺。[9]
- 意大利传教士卫匡国在《韃靼戰紀》指「十萬人」。[4]Christopher Duffy在1979年著作《攻城戰：1494-1660年的堡壘》採納「十萬」一說。[10]

- 罗一星（廈門大學博士，治明清經濟史）指出「广州屠城后不久，两县合共减少45,901人，这与死者几万的记载大致相符」（註：广州城分归南海和番禺管辖，南海縣崇禎15年114,351人，順治14年92,047人；番禺縣崇禎15年62,795人，順治14年39,208人；廣州大屠殺發生於順治7年）。[6]

- 廣州日報記者金叶2008年寫道：“清顺治六年十月，满清大军抵达广州，围困城池长达10个月，最终攻下城池，平南王尚可喜率清军攻陷广州之后，屠城十日，尸横遍地。广州城当时人口大约40万，死难者约五分之一。”[11]
- 同治《番禺县志》说“可喜等屠城,死者七十万人,民居遂空。”。广州市地方志编纂委员会《广州市志--宗教志》援引此說法，「清顺治七年(1650)，清军攻广州，死难70万人。在东郊乌龙冈，真修和尚雇人收拾尸骸，‘聚而殓之，埋其余烬’，合葬立碑。」[12]「七十萬」說法一般未獲採納，例如罗一星（廈門大學博士，治明清經濟史）指出「当时广州究竟死难了多少人?据现有材料,有两说:[同治年間]《番禺县志》说“可喜等屠城,死者七十万人,民居遂空。”;亲厉其变的李一奇说:“人民死至几万”。“七十万人”之说显然不可信。因为明末广州府十三县人口总共才40万人。南、番两县人口合共才17万余人。广州一城何来“七十万人”?笔者认为“死至几万”的记载较为可靠。」[6]